# 拾芥記
『拾芥記』（しゅうがいき）とは、戦国時代初期の公家五条為学の日記。別名・『為記（いき）』、『為学卿記』。

## 概要
文明16年（1484年）6月から大永元年（1521年）12月までの日記。途中、延徳元年（1489年）11月を画期として前後期に分けることが出来る。前期は紀伝道を家職とする為学の学歴と職掌などをまとめた覚書形式の略歴書となっている。後期は日次記の形式となっている。記述は簡略であるが、改元や叙位、公武関係をはじめとする政治・社会情勢について詳しく書かれている。